# Guljonoy Naimova
Guljonoy Naimova (1 de enero de 2001) es una deportista uzbeka que compite en taekwondo adaptado. Ganó dos medallas en los Juegos Paralímpicos de Verano, oro en Tokio 2020 y plata en París 2024.

## Palmarés internacional
| Juegos Paralímpicos | Juegos Paralímpicos | Juegos Paralímpicos | Juegos Paralímpicos |
| Año                 | Lugar               | Medalla             | Categoría           |
| ------------------- | ------------------- | ------------------- | ------------------- |
| 2020                | Tokio (Japón)       | Medalla de oro      | +58 kg              |
| 2024                | París (Francia)     | Medalla de plata    | +65 kg              |